# Az-Zahir Hakim
Az-Zahir Ali Hakim (Los Angeles, 3 giugno 1977) è un ex giocatore di football americano statunitense che ha militato nel ruolo di wide receiver per nove stagioni nella National Football League (NFL). Fu scelto nel corso del quarto giro (96º assoluto) del Draft NFL 1998 dai St. Louis Rams. Al college ha giocato a football alla San Diego State University.

## Carriera
Haikim fu scelto nel corso del quarto giro dei Draft 1998 dai St. Louis Rams. La sua miglior stagione fu probabilmente quella del 1999 in cui vinse il Super Bowl XXXIV battendo in finale i Tennessee Titans e nella cui stagione regolare si classificò al secondo posto della squadra con 8 touchdown su ricezione, dietro i 12 di Isaac Bruce. Nel 2001, la sua ultima stagione a St. Louis, tornò ancora in finale coi Rams perdendo contro i New England Patriots, gara in cui ricevette 90 yard.
Hakim passò i due anni successivi con i Detroit Lions dopo aver firmato come free agent, poi disputò una parentesi di un anno con i New Orleans Saints, prima di tornare a Detroit. Le sue ultime stagione da professionista le giocò con i San Diego Chargers, i Miami Dolphins e i Las Vegas Locomotives della United Football League.

## Palmarès

### Franchigia
- Super Bowl : 1

St. Louis Rams: XXXIV
- National Football Conference Championship: 2

St. Louis Rams: 1999, 2001

### Individuale
- All-Pro: 1

2000